# Мини-отели Санкт-Петербурга
Ми́ни-оте́ли Санкт-Петербу́рга (также Мини-гостиницы Санкт-Петербурга) — располагающиеся в Санкт-Петербурге гостиницы с номерным фондом менее 100 номеров (обычно в пределах 3—20 номеров). По данным на 2005 год, их общее количество составляло около трёхсот (около десяти в середине 1990-х)[обновить данные].

## Становление рынка
Появление первых мини-отелей в Санкт-Петербурге датировано 1998—1999 годами, а резкий скачок их востребованности произошёл в 2003 году, когда город праздновал юбилей и был охвачен большим наплывом туристов. По мнению издательства Lonely Planet, в 2003 году в Санкт-Петербурге сформировалась уникальная коммерческая ниша мини-отелей.
По данным международного консультационного агентства недвижимости DTZ, мини-отели занимают 25 % гостиничного рынка Санкт-Петербурга.
В связи с тем, что Санкт-Петербург является крупнейшим в России центром международного туризма, туристическая отрасль вообще и занимающие в ней значительное место санкт-петербургские мини-отели в частности — привлекают внимание как бизнеса, так и законодателей. В 2009 году к внесению в Законодательное собрание Санкт-Петербурга были подготовлены два законопроекта, регламентирующие деятельность мини-отелей.
С конца 2000-х, после периода бурного роста, сегмент мини-отелей Санкт-Петербурга считается в значительной степени стабилизировавшимся.

## Борьба с мини-отелями
Законопроект о запрете размещения гостиниц в жилых помещениях был внесён в Госдуму в сентябре 2015 года главой комитета по жилищной политике и ЖКХ Галиной Хованской. 13 мая 2016 года законопроект был принят Государственной Думой в первом чтении.
В текущем созыве нижней палаты профильный комитет дважды откладывал срок представления поправок.
21 марта 2018 года в Госдуму был внесён новый законопроект, направленный на введение запрета размещать мини-отели и хостелы в жилых помещениях многоквартирных домов. Авторами инициативы выступили вице-спикер Пётр Толстой, глава комитета по госстроительству и законодательству Павел Крашенинников и председатель комитета по жилищной политике и ЖКХ Галина Хованская.
В апреле 2018 года Кабинет министров внёс предложение открывать мини-отели в жилых домах только при согласии на это собрания собственников. На сайте Правительства России опубликованы разработанные Минстроем России поправки.
Собственники смогут использовать жилые помещения для предоставления гостиничных услуг:
- при соблюдении требований, предусмотренных Правилами предоставления гостиничных услуг в РФ, а также иных требований, установленных законодательством РФ
- при условии оснащения помещения приборами учёта воды, газа и электроэнергии
- многоквартирном доме при наличии решения общего собрания собственников помещений. Решение должно приниматься квалифицированным большинством голосов.